# Designer drug
Le Designer drug (chiamate anche legal high) sono un insieme di sostanze stupefacenti che sono create in modo tale da aggirare le norme sulle sostanze illegali e per evitare la classificazione come droga.

## Descrizione
Vi sono compresi e inclusi i catinoni sostituiti come mefedrone, metilone e metilenediossipirovalerone, o catinoni sintetici, spesso indicati come "sali da bagno", cannabinoidi sintetici (SCs, ad esempio, Spice) e allucinogeni sintetici (25I-NBOMe o N-bomb). Solitamente vengono sintetizzate da chimici poco esperti chiamati “cookers” alterando la struttura chimica di altre droghe già esistenti e più raramente vengono sintetizzate da zero riproducendo gli stessi effetti delle sostanze illegali. L'assunzione avviene per esalazione dei fumi, per iniezione, per inalazione o per ingestione.
Come per le preparazioni e per la sintesi vengono impiegate la fenciclidina, le anfetamine/metanfetamine e il fentanyl.
Queste sostanze sono molto diffuse tra i giovani e gli adolescenti, ma è in crescita l'uso anche nell'esercito. Gli effetti collaterali sono numerosi, tra cui l'insorgere di patologie psichiatriche come ansia, agitazione, psicosi e tachicardia e nei casi più gravi possono portare anche al decesso.
Tra le designer drugs vi sono sostanze psicoattive che sono state designate dall'Unione europea come nuove sostanze psicoattive (in inglese new psychoactive substances abbreviato NPS).